# غلاف شتوي

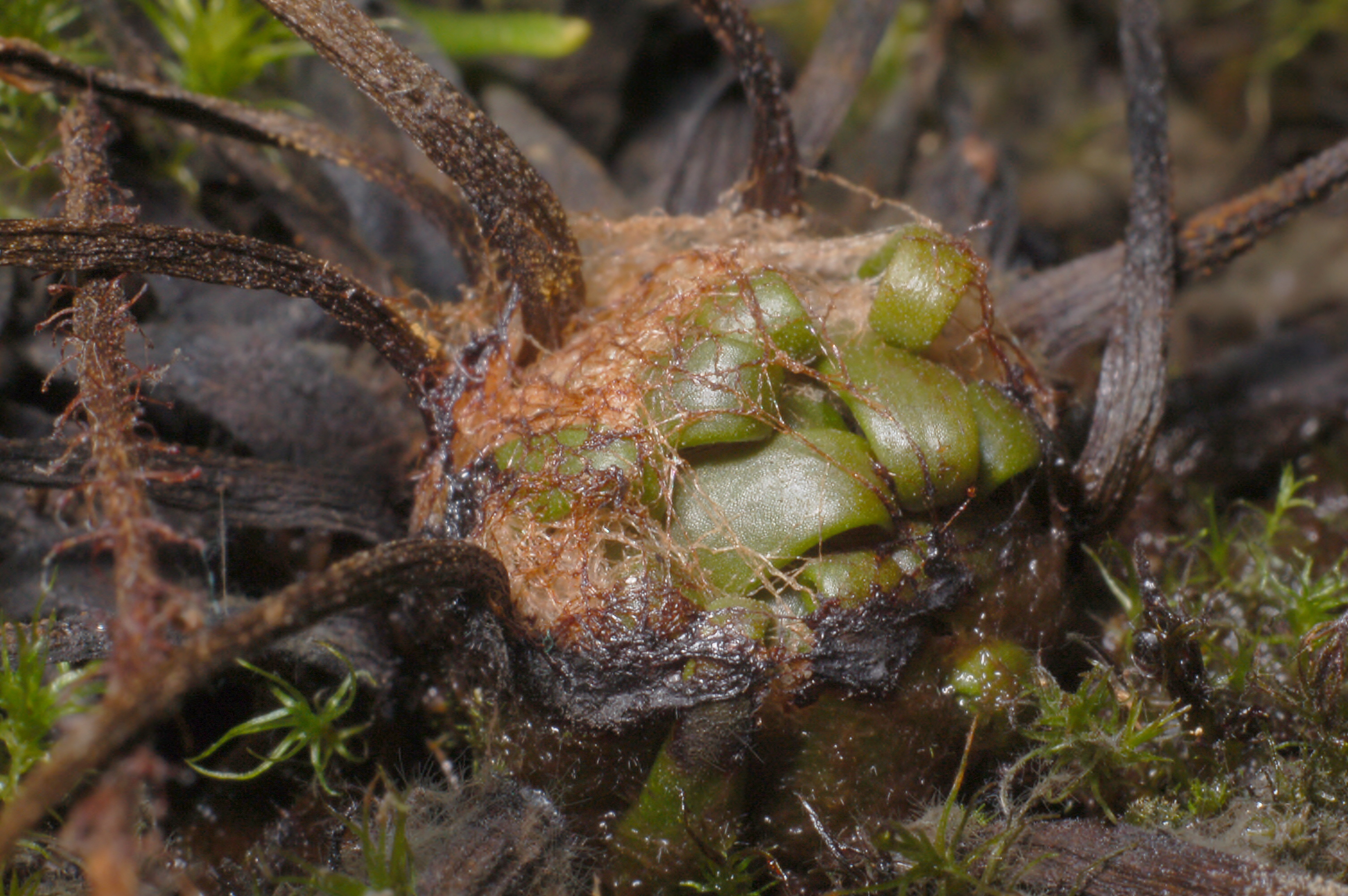
غلاف شتوي

الغلاف الشتوي هو المصطلح الذي يطلق على برعم الشتاء لبعض النباتات المائية مثل حامول الماء. البراعم أثقل من الماء ، ومع اقتراب الطقس البارد تنفصل، وتغرق في قاع البركة ولذلك تنجو في فصل الشتاء. تتوسع هذه البراعم في الربيع وتتطور وتطفو وتتكاثر أنواعها.
تُكَوّن بعض النباتات الأرضية غلافاً شتوياً أيضًا. من هذه النباتات بعض أنواع جنس الندية مثل ندية مستديرة الأوراق. وبعض أنواع جنس صائد الحشرات مثل حشيشة الدهن.